# 長樂寺 (名古屋市)
長樂寺（日語：ちょうらくじ）是位於愛知縣名古屋市南區的曹洞宗佛寺，山號是稲荷山。

## 历史
根據寺傳，在弘仁12年（821年），空海巡禮拜訪時所夢到的啟示，在呼續河濱旁創建了七堂伽藍。據說這裡安放了「鎮守清水叱枳眞天」，而命名為真言宗戶部道場寬藏寺。
之後，佛寺雖曾擁有一山十二坊的規模，但漸漸寺勢衰退。在文明年間（1470年左右）由義山禪師再興，永正5年（1508年）由今川氏重建諸堂。此時也成為曹洞宗的佛寺，由明谷禪師將寺號改為長樂寺。
相傳在慶長8年（1603年），清洲城主松平忠吉曾在境内祭祀素盞鳴尊的祠內祈願病情康復、而如願的事情，在慶長11年將此祠東移成為富部神社，並建立了書院、客殿等諸建築。
境内有一個遺留戰國時代織田和今川兩家國境線的山谷。
山號是因為境内一角祭祀稻荷神而安放了清水稻荷，顯示了神佛習合。另外，因有導盲犬薩普的墓，近年來在寵物供養方面也逐漸有名。

## 圖片集
- 動物觀音
- 清水稻荷殿
- 松平忠吉病氣平癒之松
- 織田・今川的國境線址

## 交通方式
- 名鉄名古屋本線 - 樱站 徒步5分钟
- 名古屋市地下鉄櫻通線 - 櫻本町車站徒步10分钟

## 外部連結
- 维基共享资源上的相關多媒體資源：長樂寺
- 長楽寺動物霊园 （页面存档备份，存于）